# کمربند سبک‌وزن دبلیودبلیوئی (۲۰۰۷–۱۹۹۶)
کمربند سبک‌وزن دبلیودبلیوئی (به انگلیسی: WWE Cruiserweight Championship) یک کمربند حرفه‌ای در دبلیودبلیوئی بود که از سال ۲۰۰۱ میلادی جای کمربند دبلیوسی‌دبلیو را گرفت.